# Saint-Hilaire-Taurieux
Saint-Hilaire-Taurieux este o comună în departamentul Corrèze din centrul Franței. În 2009 avea o populație de 97 de locuitori.

## Evoluția populației
| An        | 1975 | 1982 | 1990 | 1999 | 2006 | 2009 |
| --------- | ---- | ---- | ---- | ---- | ---- | ---- |
| Populație | 139  | 116  | 103  | 86   | 96   | 97   |